# هیوندای آسان
هیوندای آسان (به انگلیسی: Hyundai Asan) شرکت ساخت‌وساز کره‌ای است، که شرکت تابعه‌ای از گروه هیوندای می‌باشد و در زمینه احداث خطوط راه‌آهن، بزرگراه و زیرساخت‌های شهری فعالیت می‌کند. این شرکت دارای سرمایه‌گذاری‌های فراوانی در پروژه‌های مستقر در کره شمالی می‌باشد.
شرکت هیوندای آسان در سال ۱۹۸۹ به عنوان یکی از شرکت‌های تابعه هیوندای تأسیس شد. پس از تفکیک شرکت هیوندای در پی بحران مالی ۱۹۹۷ آسیا کلیه شرکت‌های زیرمجموعه هیوندای در ۳ گروه مجزا طبقه‌بندی شدند، که هیوندای آسان زیرمجموعه گروه هیوندای قرار گرفت و کنترل آن در اختیار چانگ مونگ هون؛ پنجمین پسر بنیانگذار هیوندای قرار گرفت.
دفتر مرکزی این شرکت در شهر سئول، کره جنوبی قرار دارد. هیوندای مرچنت مارین با در اختیار داشتن ۶۳ درصد از هیوندای آسان، سهام‌دار اصلی آن به‌شمار می‌آید.